# Wielka Rada Białoruska

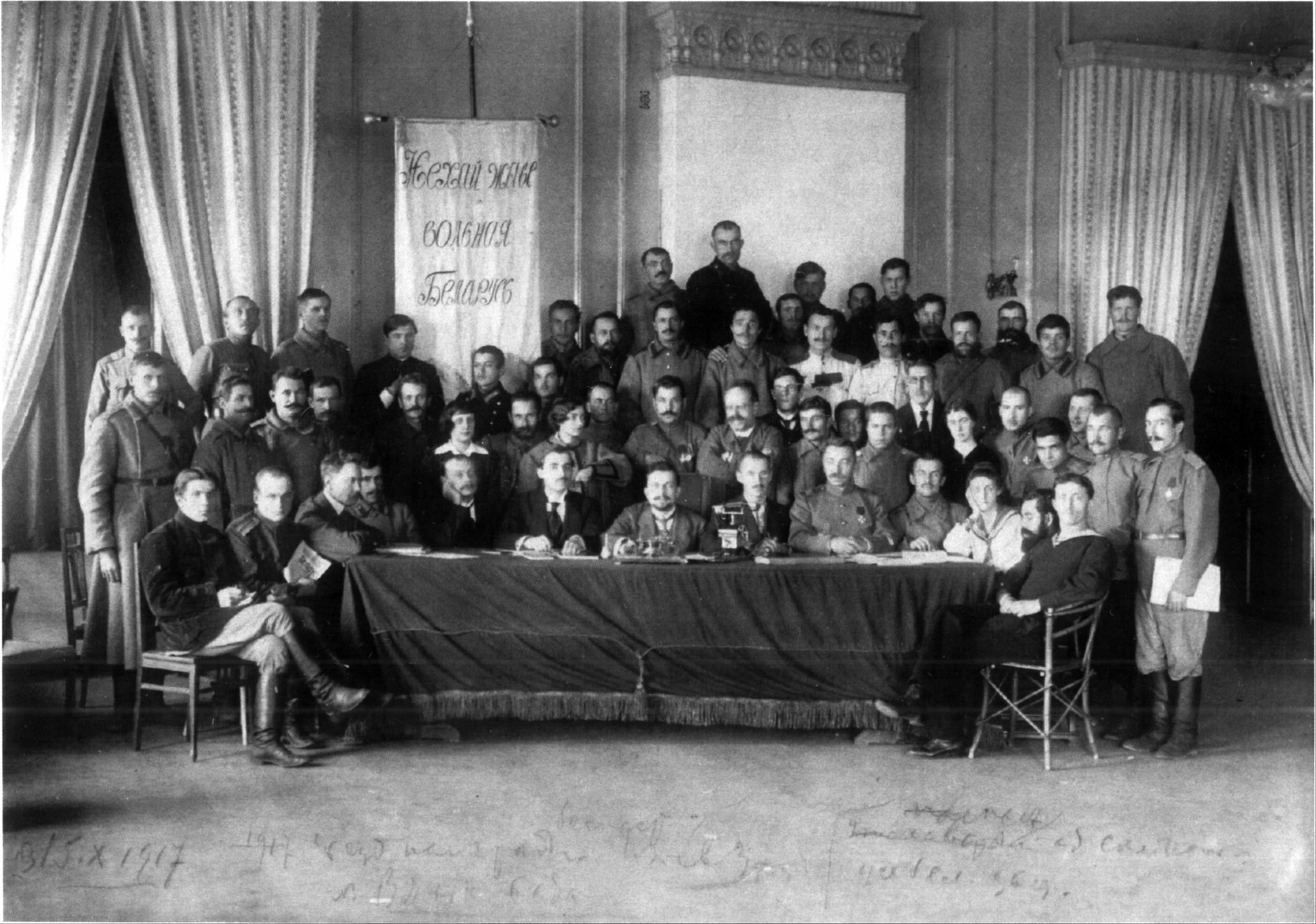
Posiedzenie WRB i CBRW

Wielka Rada Białoruska (biał. Вялікая беларуская рада, Wialikaja biełaruskaja rada) – powstała 27 października 1917 roku w Mińsku reprezentacja większości demokratycznych partii i ugrupowań białoruskich.

## Powołanie WBR
W połowie 1917 roku na Białorusi z powodu kryzysu politycznego i społeczno-ekonomicznego coraz większą popularność wśród ugrupowań politycznych zdobywały hasła klasowe. Odbiło się to także na największej w tym czasie organizacji białoruskiej – Białoruskiej Socjalistycznej Hromady – której część członków we wrześniu 1917 roku włączyła się w działalność bolszewicką, odchodząc od haseł narodowych. Aby zahamować zmianę kierunku politycznego BSH, kierownictwo organizacji zwołało na październik 1917 roku zjazd, gdzie do zarządu wybrano polityków o umiarkowanych poglądach. Przewodniczącym został Jazep Dyła, zaś jego zastępcami Alaksandr Pruszynski i Arkadź Smolicz. Liczono, że to posunięcie umożliwi BSH zbliżenie się z ugrupowaniami niesocjalistycznymi. Na zjeździe powołano Centralną Radę Białoruskich Organizacji i Partii, przemianowaną dzień po powstaniu (podczas drugie sesji 15/28–24 października/6 listopada 1917 roku) na Wielką Radę Białoruską, która tymczasowo miała sprawować najwyższą władzę na Białorusi.

## Działalność
Celem WRB było uzyskanie autonomii dla Białorusi w składzie rosyjskiej demokratycznej republiki federacyjnej. Po osiągnięciu celu WBR miała zostać przekształcona w przyszły rząd, dlatego planowała włączyć do swoich struktur przedstawicieli rad miast, powiatów i gmin oraz mniejszości narodowych. W dniach 16–24 października 1917 roku do składu WBK zostali przyjęci przedstawiciele ugrupowań wojskowych i środowiskowych. WRB dążyła także do utworzenia uniwersytetu białoruskiego.
Dwa dni po wybuchu rewolucji październikowej – 27 października/9 listopada 1917 roku – WRB w porozumieniu z Centralną Białoruską Radą Wojskową i BSG wystosowała Odezwę do narodu białoruskiego, w której określiła powstanie bolszewickie jako przejaw anarchii i nawoływała ludność do koncentrowania się wokół niej. Aby obronić niepodzielność kraju, WRB i CBRW podjęły kroki utworzenia wojskowych formacji białoruskich. Po zwycięstwie rewolucji bolszewickiej WRB wraz z Białoruskim Komitetem Obwodowym zainicjowała I Zjazd Wszechbiałoruski.

## Struktury WBR
W ramach WBK powołano 24-osobowy komitet wykonawczy, w skład którego weszli:

- Wiaczasłau Adamowicz (młodszy) – prezes
- Pawieł Alaksiuk
- Pałuta Badunowa
- Eduard Budźka
- Ignacy Dworczanin
- Anton Lawicki
- Jazep Mamońka
- Alaksandr Pruszynski – zastępca prezesa
- Szymon Rak-Michajłowski
- Arkadź Sakałouski – sekretarz
- Ludwika Sawicka – sekretarz
- Arkadź Smolicz – zastępca prezesa
- Mikoła Szyła
- Aleksander Własow
- Wasil Zacharka i in.

Z radą współpracowało dziewięciu generalnych komisarzy, m.in.:
- Hienadź Bahdanowicz – komisarz do spraw uchodźców
- Jazep Dyła – komisarz w Moskwie
- Iwan Kraskouski – komisarz w Kijowie
- Uładzisłau Stałyhwa – komisarz finansów, przemysłu i handlu
- Bronisław Taraszkiewicz – komisarz oświaty
- Jazep Waronka – komisarz sprawiedliwości i spraw wewnętrznych
- Zmicier Żyłunowicz – komisarz pracy i gospodarki itd.

Komisarze wraz z komitetem tworzyli Małą Radę (tzw. "Rada 33-ch").